# Scarlet Nexus
Scarlet Nexus est un jeu vidéo de type action-RPG développé par TOSE et édité par Bandai Namco Entertainment. Il est sorti le 25 juin 2021 sur Windows, Xbox One, Xbox Series, PlayStation 4 et PlayStation 5.

## Trame
Dans un Japon futuriste, à Néo-Himuka, les ondes cérébrales donnent aux hommes des pouvoirs psioniques et leur permettent de communiquer entre eux par la pensée. Malheureusement, des monstres descendant du ciel et dont on ne sait rien, les Autres, s'attaquent au cerveau de la population. La BEA (Brigade d'Extermination des Autres) a été créée pour les combattre. Le joueur doit choisir entre deux personnages pour commencer l'aventure : Yuito Sumeragi et Kasane Randall.

## Développement
Le jeu est officialisé au cours de l'événement numérique Xbox "Xbox 20/20" en mai 2020. Parmi l'équipe qui développe ce jeu, on retrouve des anciens membres ayant travaillé sur les Tales of tels que le scénariste Takumi Miyajima (Tales of Symphonia, Tales of the Abyss) ou encore le réalisateur Kenji Anabuki (Tales of Vesperia). Quant au producteur, Keita Iizuka, il vient de God Eater et de Code Vein.